# Zíros
Zíros, en grec moderne : Ζίρος/Ζήρος est un village du dème de Sitía, en Crète, en Grèce. Selon le recensement de 2011, la population de Zíros compte 393 habitants. Le village est situé à une altitude de 590 m et à une distance de 31 km de Sitía.

## Recensements de la population
| Recensements | 1900 | 1920 | 1928 | 1940 | 1951 | 1961 | 1971 | 1981 | 1991 | 2001 | 2011 |
| ------------ | ---- | ---- | ---- | ---- | ---- | ---- | ---- | ---- | ---- | ---- | ---- |
| Population   | 528  | 635  | 742  | 766  | 735  | 944  | 714  | 668  | -    | 567  | 393  |